# Charles Ruggles
Charles Ruggles, född 8 februari 1886 i Los Angeles, Kalifornien, död 23 december 1970 i Santa Monica, Los Angeles, var en amerikansk skådespelare. Ruggles medverkade i över 140 filmer och TV-produktioner, mestadels i komedifilmer. Han blev ofta krediterad som Charlie Ruggles. Han var bror till filmregissören Wesley Ruggles.

## Filmografi i urval
- 1931 – Leende löjtnanten
- 1932 – Tjuvar i paradiset
- 1932 – Om jag hade en miljon
- 1935 – Det var livat i Paris
- 1938 – Ingen fara på taket
- 1938 – Firman fixar allt
- 1940 – Min man har en väninna
- 1941 – Fruar bakom disken
- 1941 – Smekmånad för tre
- 1945 – Blond och bländande
- 1946 – Stulet liv
- 1946 – Den tappres väg
- 1947 – Hämndens herre
- 1961 – Föräldrafällan
- 1966 – Follow Me, Boys!